# Weisenheim am Sand
Weisenheim am Sand là một đô thị thuộc huyện Bad Dürkheim, trong bang Rheinland-Pfalz, phía tây nước Đức. Đô thị Weisenheim am Sand có diện tích 13,72 km², dân số thời điểm ngày 31 tháng 12 năm 2006 là 4391 người.